# Jacques Toubon
Jacques Toubon   (Niça, 29 de juny de 1941) és un polític francès que ha ocupat càrrecs importants a França i a la Unió Europea. Pertany al partit polític de Jacques Chirac (Reagrupament per la República).

## Biografia
És llicenciat en Dret Públic, diplomat per l'Institut d'études politiques de Lyon i de l'École nationale d'administration,

### Carrera política
Funcions governamentals
Ministre de Cultura : 1993–1995.
Ministre de Justícia : 1995–1997.
Mandats electorals
Parlament Europeu
Membre del Parlament Europeu: 2004–2009. Elegit l'any 2004.
Assemblea Nacional Francesa
Membre de l'Assemblea Nacional Francesa per París : 1981–1993 (Va esdevenir ministre el 1993). Elegit el 1981, reelegit el 1986, 1988, 1993.
Consell Municipal
Diputat-batlle de París : 1983–2001. Reelegit el 1989, 1995.
Conseller de Paris : 1983–2008. Reelegit el 1989, 1995, 2001.
Batlle del 13è arrondissement de París: 1983–2001. Reelegit el 1989, 1995.
Conseller del 13è arrondissement de París: 1983–2001. Reelegit el 1989, 1995.
Défenseur des droits
Una autoritat constitucional francesa independent, ocupa el càrrec des del 17 de juliol de 2014 

## Accions controvertides
Jacques Toubon és conegut per l'anomenada Llei Toubon, que obliga a l'ús de l'idioma francès en les publicacions oficials governamentals i en els anuncis publicats a França. Aquesta llei es pot considerar com hostil a l'anglès i per això, Jacques Toubon de vegades de broma rep el nom en anglès des "Mr Allgood" ("All Good" és la traducció de "Tout bon").
Jacques Toubon també va estar involucrat en l'anomenat "Afer de l'helicòpter" de l'any 1996, sobre corrupció municipal on va estar implicada Xavière Tiberi, esposa de l'aleshores batlle de París Jean Tiberi (del mateix partit polític que Toubon).  Arxivat 2015-09-23 a Wayback Machine.

## Obres
- Pour en finir avec la peur. Paris : Robert Laffont, 1984 ISBN 2-221-01273-9
- Mission de préfiguration du centre de ressources et de mémoire de l'immigration, rapport au Premier ministre. Paris : la Documentation française, 2004 ISBN 2-11-005709-2